# داکسبری (ماساچوست)
داکسبری، ماساچوست
داکسبری(به انگلیسی: Duxbury) شهرکی در شهرستان پلیموت ایالت ماساچوست می‌باشد که در سال ۱۶۳۷ بنیان‌گذاری شده‌است. این شهرک در سرشماری سال ۲۰۱۰ میلادی، ۱۵٬۰۵۹ نفر جمعیت داشته‌است.